# Peter Ruzicka
Peter Ruzicka (Düsseldorf, 3 luglio 1948) è un compositore e direttore d'orchestra tedesco.

## Biografia
Peter Ruzicka nacque a Düsseldorf il 3 luglio 1948. Ricevette la sua prima formazione musicale (pianoforte, oboe e composizione) presso il Conservatorio di Amburgo. Studiò composizione con Hans Werner Henze e Hans Otte. Studiò giurisprudenza e musicologia a Monaco di Baviera, Amburgo e Berlino (tesi di dottorato: Berlino, 1977). L'elenco delle sue composizioni comprende numerose opere orchestrali e da camera e l'opera "Celan", che fu rappresentata per la prima volta a Dresda nel 2001. La sua nuova opera Hölderlin è stata eseguita in anteprima alla Staatsoper Unter den Linden nel 2008.
Peter Ruzicka è stato direttore artistico della Berlin Radio Symphony Orchestra dal 1979 al 1987 e direttore dell'Opera di Amburgo e della Philharmoniker Hamburg dal 1988 al 1997. È stato inoltre consulente artistico della Royal Concertgebouw Orchestra di Amsterdam dal 1997 al 1999. In Nel 1999 fu nominato Presidente dell'Accademia del Teatro Bavarese. Dal 2001 al 2006 Ruzicka ha assunto la direzione artistica del Festival di Salisburgo. Ruzicka ha lavorato come direttore artistico della Biennale di Monaco tra il 1996 e il 2014. Ha preso il posto di Hans Werner Henze e gli succedette la doppia direzione di Manos Tsangaris e Daniel Ott. Dal 1º luglio 2015 Peter Ruzicka è stato amministratore delegato e intendente del Festival di Pasqua di Salisburgo.
Peter Ruzicka è stato nominato professore alla Hochschule für Musik und Theater Hamburg nel 1990. Il compositore è membro dell'Accademia bavarese delle belle arti di Monaco e dell'Accademia delle arti libere di Amburgo.
Le opere di Peter Ruzicka sono state eseguite da importanti orchestre e gruppi internazionali come la Berliner Philharmoniker, la Wiener Philharmoniker, l'Orchestra sinfonica della radio bavarese, la Deutsches Symphonie Orchester Berlin di Berlino, la NDR Elbphilharmonie Orchester, la Sächsische Staatskapelle Dresden, la Münchner Philharmoniker, l'Orchestra sinfonica di Bamberga, Orchestra del Gewandhaus di Lipsia, Orchestra della Tonhalle di Zurigo, l'Orchestra reale del Concertgebouw di Amsterdam, London Philharmonic Orchestra, la Philharmonie de Paris, l'Orchestra Filarmonica Ceca, l'Orchestra Sinfonica di Vienna, l'Orchestra filarmonica d'Israele, l'Orchestre symphonique de Montréal e la New York Philharmonic. Direttori come Gerd Albrecht, Vladimir Ashkenazy, Semyon Bychkov, Riccardo Chailly, Christoph Eschenbach, Michael Gielen, Paavo Järvi, Mariss Jansons, Kurt Masur, Antonio Pappano, Giuseppe Sinopoli e Christian Thielemann hanno eseguito le sue opere.
Come direttore Peter Ruzicka ha diretto la Deutsches Symphonie Orchester Berlin , registrando produzioni CD di opere di Mahler, Pettersson e Schreker , l'Orchestra reale del Concertgebouw, la Sächsische Staatskapelle Dresden, la Gewandhausorchester Leipzig, la Bavarian Radio Symphony Orchestra, la NDR Symphony Orchestra Hamburg , registrando un ciclo di 12 opere orchestrali di Hans Werner Henze, l'Orchestra sinfonica di Bamberga, l'Orchestra Sinfonica di Radio Stoccarda, la SWR Symphony Orchestra Baden-Baden and Freiburg, the WDR Sinfonieorchester Köln, la Radio Symphony Orchestra Frankfurt, la MDR Leipzig Radio Symphony Orchestra, la Munich Philharmonic, l'Orchestra of the German Opera Berlin, l'Orchestra Sinfonica di Vienna, l'Orchestra Sinfonica Nazionale Danese, l'Orchestra Filarmonica Ceca, l'Orchestra Sinfonica Giapponese Yomiuri e l'Orchestra Filarmonica della Cina tra le altre.

## Lavori scelti

### Teatro
- Celan, Teatro musicale in sette bozze (1998–1999)
- Hölderlin, Una spedizione (2007)

### Orchestra
- Metamorphosen über ein Klangfeld von Joseph Haydn per Grande Orchestra (1990)
- "... das Gesegnete, das Verfluchte ...", 4 abbozzi orchestrali (1991)
- Tallis (1993)
- Nachtstück (1997)
- "... Vorgefühle ..." (1998)
- Nachklang (1999)
- Memorial (2001)
- Affluence (2003)
- "... ins Offene ...", Musica per 22 archi (2005–2006)
- Vorecho, 8 Rudiments (2005)
- Maelstrom (2007)
- "...Zurücknehmen..." (2009)
- Mahler - Bild per orchestra (2010)
- "Trans" per gruppo da camera (2010)
- Clouds per orchestra e quartetto d'archi (2012/13)
- "Zwei Übermalungen (Über Unstern, R.W.") (2010-2012)

### Concerti
- "...den Impuls zum Weitersprechen erst empfinge...", Musica per Viola e Orchestra (1981)
- "...Inseln, randlos ..." per Violino, coro da camera e Orchestra (1994–1995)
- Erinnerung per Clarinetto e Orchestra (2001)
- ...Über die Grenze per violoncello e orchestra da camera (2009)
- "Spiral" per quartetto di corni e orchestra (2013)

### Musica da camera
- ... über ein Verschwinden, quartetto d'archi n.3 (1992)
- "... sich verlierend" per quartetto d'archi e narratore (1996)
- Tombeau per flauto (Flauto contralto, flauto basso) e quartetto d'archi (2000)
- Sturz per quartetto d'archi (2004)
- Nachschrift, 3 pezzi per violoncello e pianoforte (2008)
- Erinnerung und Vergessen, quartetto d'archi n.6 con Soprano (2008)

### Voce
- Acht Gesänge nach Fragmenten von Nietzsche (8 canzoni basati sui frammenti di Nietzsche) per mezzosoprano (o baritono) e pianoforte (1992)
- Die Sonne sinkt, 8 canzoni basati sui frammenti di Nietzsche per baritono (o Mezzosoprano) e Orchestra (1997-2000)
- Recherche (-im Innersten) per coro e orchestra (1998)
- Celan Symphonie per baritono, Mezzosoprano e Orchestra (2002)
- "... und möchtet Ihr an mich die Hände legen ...", 5 frammenti di Hölderlin per baritono e pianoforte (2006–2007)

### Pianoforte
- Parergon, 7 schizzi per Hölderlin (2006)
- Five Scenes for Piano (2009)

## Onorificenze e premi
- 1969: Premio della città di Stoccarda
- 1970: Premio di composizione al Concorso Internazionale di Composizione "Bela Bartók", Budapest
- 1971: Premio UNESCO dell'International Rostrum of Composers
- 1972: Vincitore del "Concorso internazionale di composizione Gaudeamus", Hilversum
- 1972: Borsa di studio del premio Bach della città libera e anseatica di Amburgo
- 1997: Membro onorario dell'Opera di Amburgo
- 2004: Premio Louis Spohr della città di Braunschweig
- 2005: Professore a contratto Johannes Gutenberg all'Università Johannes Gutenberg di Magonza
- 2005: Membro onorario della Deutsches Symphonie Orchester Berlin, Berlino
- 2005: Membro onorario del German Music Council, membro dell'International Music Council)
- 2006: Medaglia per le scienze e per le arti, Prima classe[2]
- 2006: Medaglia d'oro d'onore di Salisburgo
- 2006: Medaglia d'oro Coat of Arms della città di Salisburgo
- 2006: Medaglia d'argento all'Internationale Stiftung Mozarteum
- 2006: Premio "New Hearing" per il posizionamento di successo nella musica contemporanea, Monaco
- 2007: Premio del Cancelliere dell'Associazione Internazionale di Salisburgo
- 2008: Dottorato onorario PhD, H.C. dell'Accademia di musica e teatro ad Amburgo
- 2008: Medaglia dell'Accademia delle arti libere ad Amburgo